# التعليم العملي

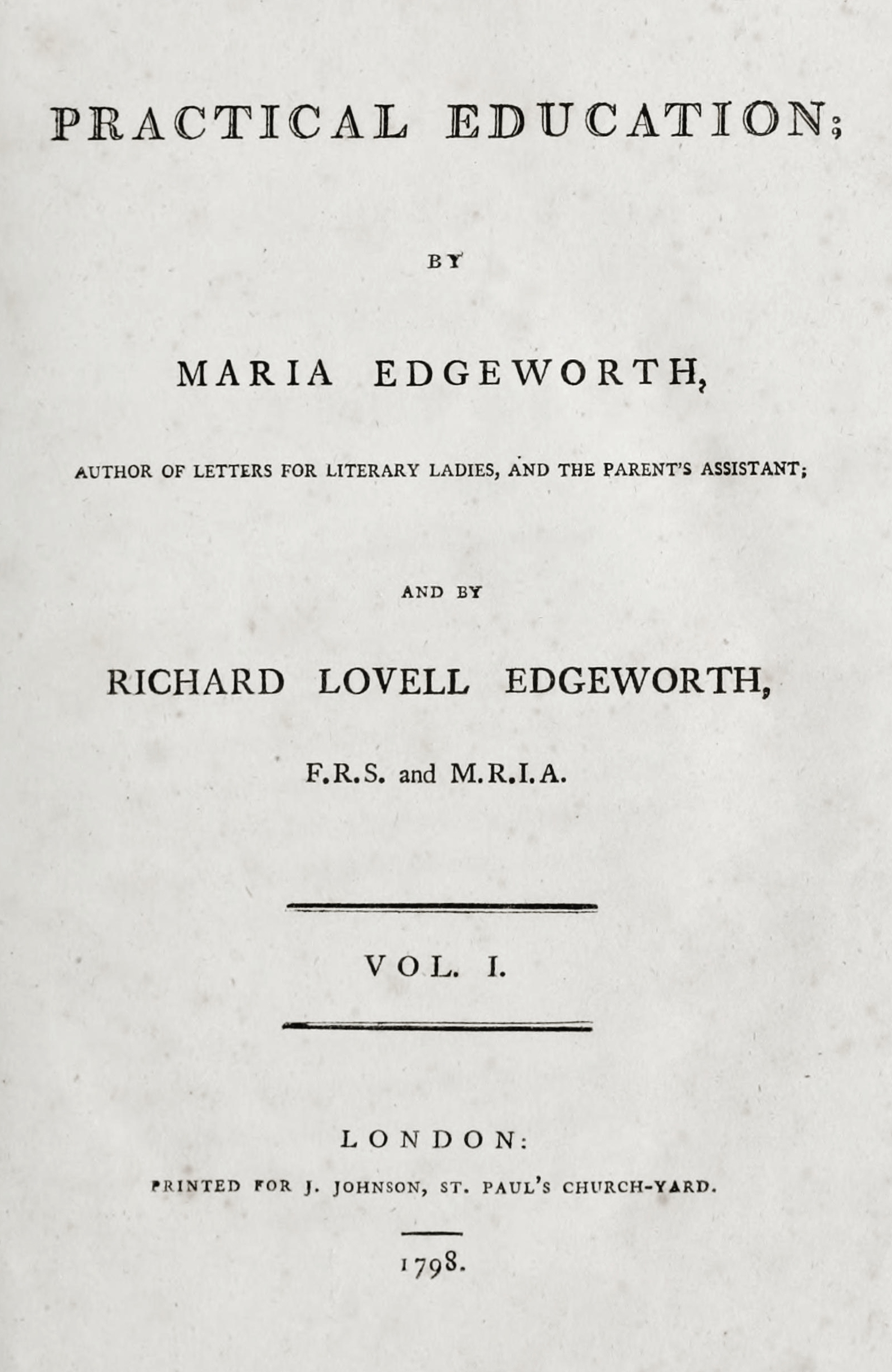
صفحة العنوان من الطبعة الأولى

التعليم العملي هي أطروحة تعليمية كتبتها ماريا ايدجوورث ووالدها ريتشارد لوفيل إيدجورث. تم نشرها في عام 1798، وهي عبارة عن نظرية شاملة للتعليم تجمع بين أفكار الفلاسفة جون لوك وجان جاك روسو بالإضافة إلى كُتاب تربويين مثل توماس داي وويليام غودوين وجوزيف بريستلي وكاثرين ماكولاي.

## روابط خارجية
- التعليم العملي على موقع الموسوعة البريطانية (الإنجليزية)

- المجلد الأول 1798
- المجلد الأول 1811 في كتب جوجل
- المجلد الثاني في كتب جوجل